# Tiffany Hearn
Tiffany Hearn (* 15. Januar 1984) ist eine US-amerikanische Boxerin. Sie gewann bei der Boxweltmeisterschaft 2008 eine Bronzemedaille im Schwergewicht.

## Werdegang
Tiffany Hearn stammt aus Louisville, Kentucky. Während ihrer High-School- und College-Zeit spielte sie hobbymäßig Volleyball und Basketball und betrieb Leichtathletik. Um abzunehmen, begann sie im Jahre 2007 zusammen mit einer Freundin mit dem Boxen. Sie trat dazu dem Boxclub Louisville Legends bei. Dort erkannte einer der Trainer, James Doolin, ihr Talent für diese Sportart und veranlasste sie zu einem leistungssportbezogenen Training. Bereits im Jahre 2008 wurde sie US-amerikanische Meisterin der Amateurboxerinnen im Schwergewicht. Sie siegte dabei über Nikki Cane (18:3) und Denise Rico (22:10) nach Punkten. Noch im gleichen Jahr startete sie dann auch schon bei der Weltmeisterschaft in Ningbo/China. Dort siegte sie im Schwergewicht über Sylwia Kusiak aus Polen nach Punkten (12:2), unterlag aber im Halbfinale gegen Semsi Yarali aus der Türkei. Sie gewann damit nach etwas mehr als einem Jahr Training bereits eine WM-Bronzemedaille.
2009 unterlag Tiffany Hearn bei der US-amerikanischen Meisterschaft im Halbschwergewicht im Halbfinale gegen Tylor Lord-Wilder nach Punkten (5:10) und belegte deshalb „nur“ den 3. Platz. 2010 wurde sie aber wieder US-amerikanische Meisterin, diesmal aber im Mittelgewicht. Auf dem Weg zu diesem Erfolg schlug sie Contessia Cook (20:13), Alyssa Defazio (7:4) und Lisbeth Hearn (9:2) nach Punkten. Bei der Weltmeisterschaft 2010 in Bridgeport (Barbados) kam sie im Mittelgewicht zu einem Punktsieg über Megan Maka aus Neuseeland (7:6), unterlag aber im Achtelfinale gegen Nouchka Fontijn aus den Niederlanden und erreichte damit nur den 9. Platz.
Im Jahre 2012 wurde das Frauenboxen erstmals olympisch, allerdings nur in drei Gewichtsklassen. Das Mittelgewicht gehörte dazu. Tiffany Hearn versuchte, sich im Februar 2012 in Spokane für diese Spiele zu qualifizieren. Sie besiegte dabei in ihrem ersten Kampf Tiffanie Ward nach Punkten (18:17). Dem außergewöhnlichen Reglement entsprechend, konnte sie aber weiterboxen, verlor aber in ihren nächsten Kämpfen gegen Chatiqua Hemingway (15:19) und Franchon Crews (26:27) nach Punkten, womit sie ausschied und den 5. Platz belegte.
2013 wurde sie mit einem Punktsieg im Finale über Dara Shen (3:0 RS) US-amerikanische Meisterin im Halbschwergewicht. Sie war dann auch bei der Panamerikanischen Meisterschaft dieses Jahres in Puerto la Cruz/Venezuela am Start und holte sich dort im Halbschwergewicht mit Punktsiegen über Chimere Taylor, Trinidad (21:5) und Maude Bergeron, Kanada (19:6) den Titel.

## Internationale Erfolge
| Jahr | Platz | Wettbewerb                                                 | Gewichtsklasse | Ergebnis |
| 2008 | 3.    | WM in Ningbo/China                                         | Schwer         | nach Punktsieg über Sylwia Kusiak, Polen (12:2) u. Punktniederlage gegen Semsi Yarali, Türkei                 |
| 2010 | 9.    | WM in Bridgeport/Barbados                                  | Mittel         | nach Punktsieg über Megan Maka, Neuseeland (7:6) u. Punktniederlage gegen Nouchka Fontijn, Niederlande (4:14) |
| 2013 | 1.    | Panamerikanische Meisterschaft in Puerto la Cruz/Venezuela | Halbschwer     | nach Punktsiegen über Chimere Taylor, Trinidad (21:5) und Maude Bergeron, Kanada (19:6)                       |

## Nationale Wettkämpfe
| Jahr | Platz | Wettkampf                             | Gewichtsklasse | Ergebnis |
| 2008 | 1.    | USA-Meisterschaft in Colorado Springs | Schwer         | nach Punktsiegen über Nikki Cane (18:3) u. Denise Rico (22:10)                                                             |
| 2009 | 3.    | USA-Meisterschaft in Colorado Springs | Halbschwer     | nach einer Punktniederlage gegen Tylor Lord-Wilder im Halbfinale (5:10)                                                    |
| 2010 | 1.    | USA-Meisterschaft in Colorado Springs | Mittel         | nach Punktsiegen über Contessia Cook (20:13), Alyssa Defazio (7:4) und Lisbeth Hearn (9:2)                                 |
| 2011 | 5.    | USA-Meisterschaft in Colorado Springs | Mittel         | nach einem Abbruchsieg in der 1. Runde über Melinda Levassaur und einer Punktniederlage gegen Chatiqua Hemingway           |
| 2012 | 5.    | Olympia-Qualif.-Turnier in Spokane    | Mittel         | nach Punktsieg über Tiffanie Ward (18:17) und Punktniederlagen gegen Chatiqua Hemingway (15:19) und Franchon Crews (26:27) |
| 2012 | 2.    | USA-Meisterschaft in Fort Carson      | Halbschwer     | nach Abbruchsieg in der 2. Runde über Kendra Minnis und Punktniederlage gegen Franchon Crews                               |
| 2013 | 1.    | USA-Meisterschaft in Spokane          | Halbschwer     | nach einem Punktsieg über Dara Shen (3:0 RS)                                                                               |

## Erläuterungen
- WM = Weltmeisterschaft
- Schwergewicht, bis 2008 bis 86 kg, seit 2009 über 81 kg, Halbschwergewicht, seit 2009 bis 81 kg, Mittelgewicht, seit 2009 bis 75 kg Körpergewicht